# Dear Doze Days
「Dear Doze Days」（ディア・ドウズ・デイズ）は、日本の声優・歌手である鬼頭明里の4枚目のシングル。2023年2月8日にポニーキャニオンから発売された。

## 音楽性

### Dear Doze Days
表題曲であるこの楽曲は、テレビアニメ『解雇された暗黒兵士（30代）のスローなセカンドライフ』のエンディングテーマに使用された。
鬼頭は楽曲について「かわいらしい曲だし、歌詞も少女マンガかな？っていうくらい甘々なんです」とコメントし、歌詞のお気に入りの部分として「何度も“おはよう”という歌詞が出てくるんです。そこはしっかり感情を込めて歌おうと思いました。この歌詞の主人公的に、すごく愛おしい気持ちで言っているんだろうなぁと思ったので、それを考えながら歌いましたね」と語っている。

### Fleeting Time
カップリング曲であるこの楽曲は、鬼頭がOfficial髭男dismのような楽曲をリファレンスとして送り、何曲か聴いた中から厳選した中で、ファイルを整理しているときにこの曲の仮歌が発掘し、その際「これ、すごく良い曲だなぁ。でも何の作品で歌った曲だったっけ？」となり、しばらく考えていたら、自身の楽曲だと思い出したという。楽曲に関して鬼頭は「散歩をしながら聴いているといい感じの曲だなと。スローライフにも合っているし、森の中とかで歩きながら聴いたら気持ち良さそう」と語っている。

## プロモーション
初回封入特典として、特定の販売店で購入した場合は先着で各チェーン店ごとに、ブロマイドや缶バッジなどの特典が配布された。
シングル発売前日である2023年2月7日に、特番『鬼頭明里4thシングル「Dear Doze Days」発売直前YouTube LIVE』がYouTubeにて生配信された。

## シングル収録曲
| #         | タイトル                         | 作詞       | 作曲・編曲              | 時間  |
| --------- | -------------------------------- | ---------- | ----------------------- | ----- |
| 1.        | 「Dear Doze Days」               | 真崎エリカ | 矢鴇つかさ(Arte Refact) | 4:21  |
| 2.        | 「Fleeting Time」                | 内田ましろ | 田辺望                  | 3:56  |
| 3.        | 「Dear Doze Days」(instrumental) |            |                         | 4:21  |
| 4.        | 「Fleeting Time」(instrumental)  |            |                         | 3:56  |
| 5.        | 「Dear Doze Days」(TV Size Ver.) |            |                         | 1:32  |
| 合計時間: | 合計時間:                        | 合計時間:  | 合計時間:               | 18:06 |

| #  | タイトル                                      | 作詞 | 作曲・編曲 |
| -- | --------------------------------------------- | ---- | ---------- |
| 1. | 「Dear Doze Days」(MUSIC VIDEO)               |      |            |
| 2. | 「Dear Doze Days」(ジャケット・MV撮影 MAKING) |      |            |

## 参加ミュージシャン
| Dear Doze Days - Guitar：佐々木正明 - Bass：さと - Trumpet：吉澤達彦 - Accordion：田ノ岡三郎 - All Other Instruments：矢鴇つかさ(Arte Refact) | Fleeting Time - Guitar：藤井健太郎(HANO) - All Other Instruments：田辺望 - Chorus Direction：山田公平(APDREAM) |

## タイアップ
| # | 曲名               | タイアップ                                                                           | 出典  |
| - | ------------------ | ------------------------------------------------------------------------------------ | ----- |
| 1 | 「Dear Doze Days」 | テレビアニメ『解雇された暗黒兵士（30代）のスローなセカンドライフ』エンディングテーマ | [ 5 ] |

## チャート
| チャート                          | 最高 順位 | 出典  |
| --------------------------------- | --------- | ----- |
| オリコン 週間CDシングルランキング | 18        | [ 2 ] |
| Billboard Japan Hot Singles Sales | 14        | [ 3 ] |